# Brenner Autobahn
La Brenner Autobahn (italià: AutoBrennero o Autostrada del Brennero, anglès: Brenner Motorway) és una autopista troncal europea de gran importància, que connecta Innsbruck al mig d'Àustria amb Mòdena al nord d'Itàlia.
Batejada com A13 en la part austríaca, l'autopista és relativament curta i està totalment localitzada dins de l'estat del Tirol. A partir de la frontera entre Itàlia i Àustria al Pas del Brenner (1,374m-4,508 ft), dins Itàlia, esdevé l'autopista A22 i arriba fins Mòdena, on connecta amb l'autopista A1 entre Milà i Roma. És part de l'important autopista europea E45.
L'històric Pas del Brenner és el més baix a l'entorn dels Alps Orientals Centrals; aquesta era la ubicació més favorable, per això es va decidir construir-hi la primera autopista d'encreuament entre les principals cadenes Alpines. A diferència d'altres passos més alts dels Alps, el pas del Brenner pot estar obert tot l'any inclús els mesos d'hivern. La construcció de l'autopista es va iniciar el 1959 i la Brenner Autobahn, incloent el Pont Europa (el pont d'autopista més alt d'Europa en aquells moments), quedava parcialment oberta el 1963.

## Recorregut

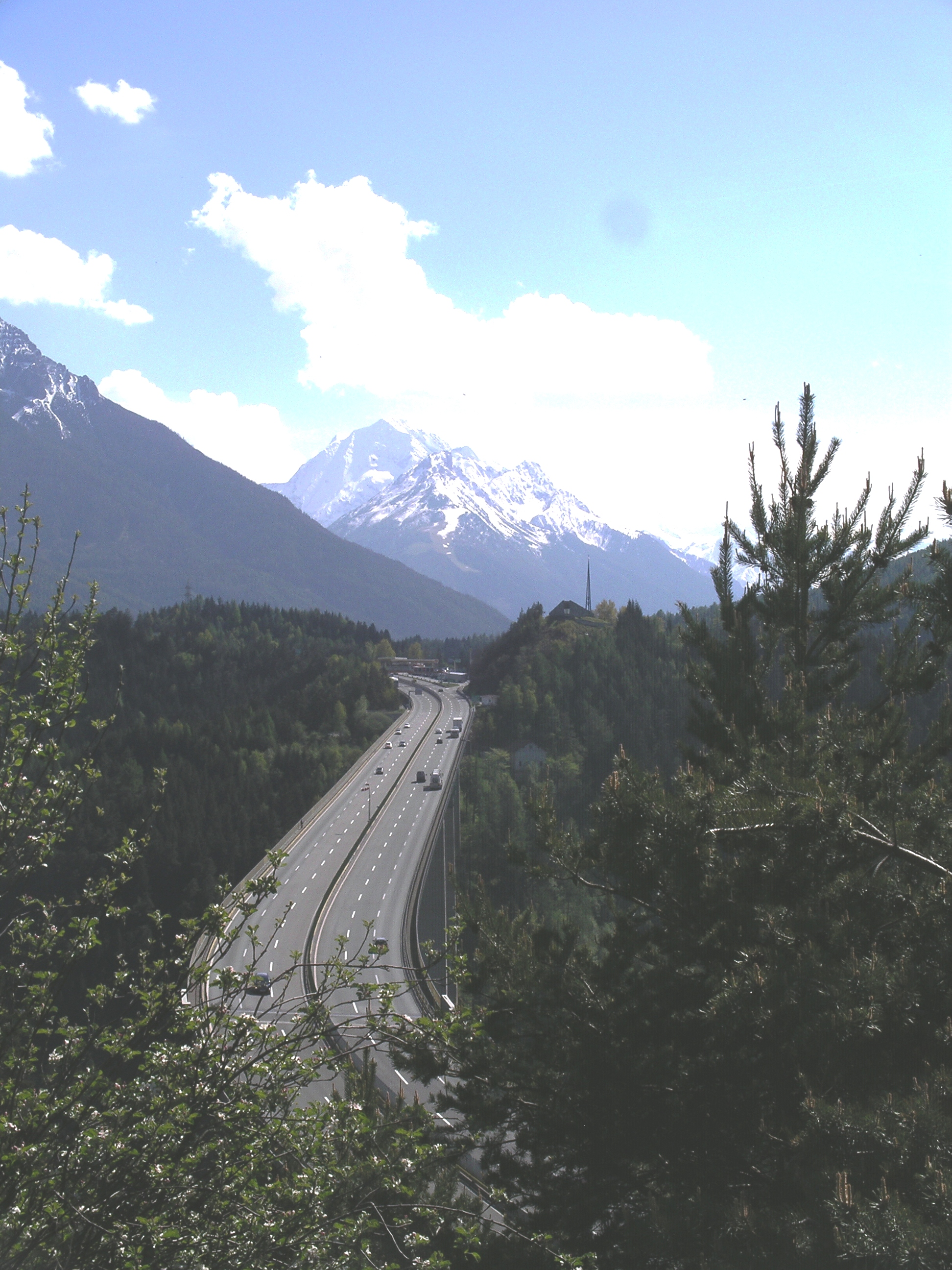
Europabrücke a Patsch prop d'Innsbruck

### Àustria
L'autopista A13 comença al sud d'Innsbruck a partir de l'autopista A12 est-oest Inntal Autobahn, que enllaça Bregenz a l'Àustria occidental amb Kufstein a prop la frontera de Baviera dins Alemanya. A 565 m (1,854 ft) m (1,854 ft) sobre el mar, la Brenner Autobahn ascendeix cap amunt del Wipptal (Wipp Vall), passant pels pobles Steinbach i Gries-am-Brenner, i arriba all Pas del Brenner a 1,374 m (4,508 ft) damunt mar.

### Itàlia
Després de passar per les àrees de peatge a 200 metres al sud de la frontera entre Itàlia i Àustria, l'autopista A22 comença el seu descens gradual a través del vall d'Eisacktal. Passa pels pobles de Sterzing i Brixen abans d'arribar als afores de Bolzano a 262 m (860 ft) m (860 ft) per sobre del nivell del mar. Després de Bolzano, l'autopista continua cap a Auer, Trento, Rovereto, Ala i connecta amb l'Autopista A4 de Milà-Venècia a l'oest de Verona. Més enllà de Verona, l'autopista segueix cap a Màntua i Mòdena, on acaba i connecta amb l'autopista A1.

## Peatges
La Brenner Autobahn és una autopista de peatge tant a Àustria com a Itàlia. Quan es viatja per l'autopista A13 austríaca, els conductors estan obligats a pagar els peatges addicionals (alemany: Maut), ja sigui per targeta de crèdit o diners en efectiu al peatge encreuament de Schönberg im Stubaital o per mitjà del sistema de prepagament Videomaut. De fet, la Brenner Autobahn és una Autopista de peatge especial (alemany: Sondermautstrecke), que està exempt de la targeta de peatge generalment obligatòria a les autopistes i autovies d'Àustria.